# Torgeir Bryn
Torgeir Bryn (prononcé ˈtɔɾɡæɪɾ ˈbɾy:n en norvégien; né le 19 août 1964 à Oslo) est un ancien joueur norvégien de basket-ball, évoluant aux postes d'ailier fort et de pivot. 

## Carrière
À sa sortie de MiraCosta Community College en Californie et de Southwest Texas State, où il a joué en NCAA, Torgeir Bryn a effectué un bref passage en NBA en 1989-1990 aux Clippers de Los Angeles, disputant trois matchs, faisant de lui le premier joueur scandinave à jouer en NBA. Il demeure actuellement le seul Norvégien à avoir disputé un match NBA. Torgeir Bryn a également évolué en CBA et en USBL.
Après avoir mis un terme à sa carrière en 2003, Bryn effectue son retour dans le club d'Ammerud Basket à l'âge de 43 ans, participant au championnat norvégien. Il a joué avec son fils, Martin Bryn. Il a pris sa retraite de joueur en 2010.

### Équipe nationale
Torgeir Bryn est le joueur le plus capé de l'histoire de l'équipe nationale de Norvège avec 111 matches.